# تونی دویل (دوچرخه‌سوار)
تونی دویل (انگلیسی: Tony Doyle؛ زادهٔ ۱۹ مهٔ ۱۹۵۸) دوچرخه‌سوار اهل بریتانیا است.
وی در بازی‌های المپیک تابستانی ۱۹۸۰ شرکت کرده و در بازی‌های کشورهای همسود موفق به کسب مدال نقره و برنز شده است.